# Heliconia pseudoaemygdiana
Heliconia pseudoaemygdiana är en enhjärtbladig växtart som beskrevs av Luiz Emygdio de Mello Filho och E.Santos. Heliconia pseudoaemygdiana ingår i släktet Heliconia och familjen Heliconiaceae. Inga underarter finns listade.